# Journal
« Journaux » redirige ici. Pour les articles homophones, voir Journeau et Journo.
« Quotidien » redirige ici. Pour les autres significations, voir Quotidien (homonymie).
Cet article concerne les journaux de presse écrite. Pour les autres significations du mot « journal », voir Journal (homonymie).

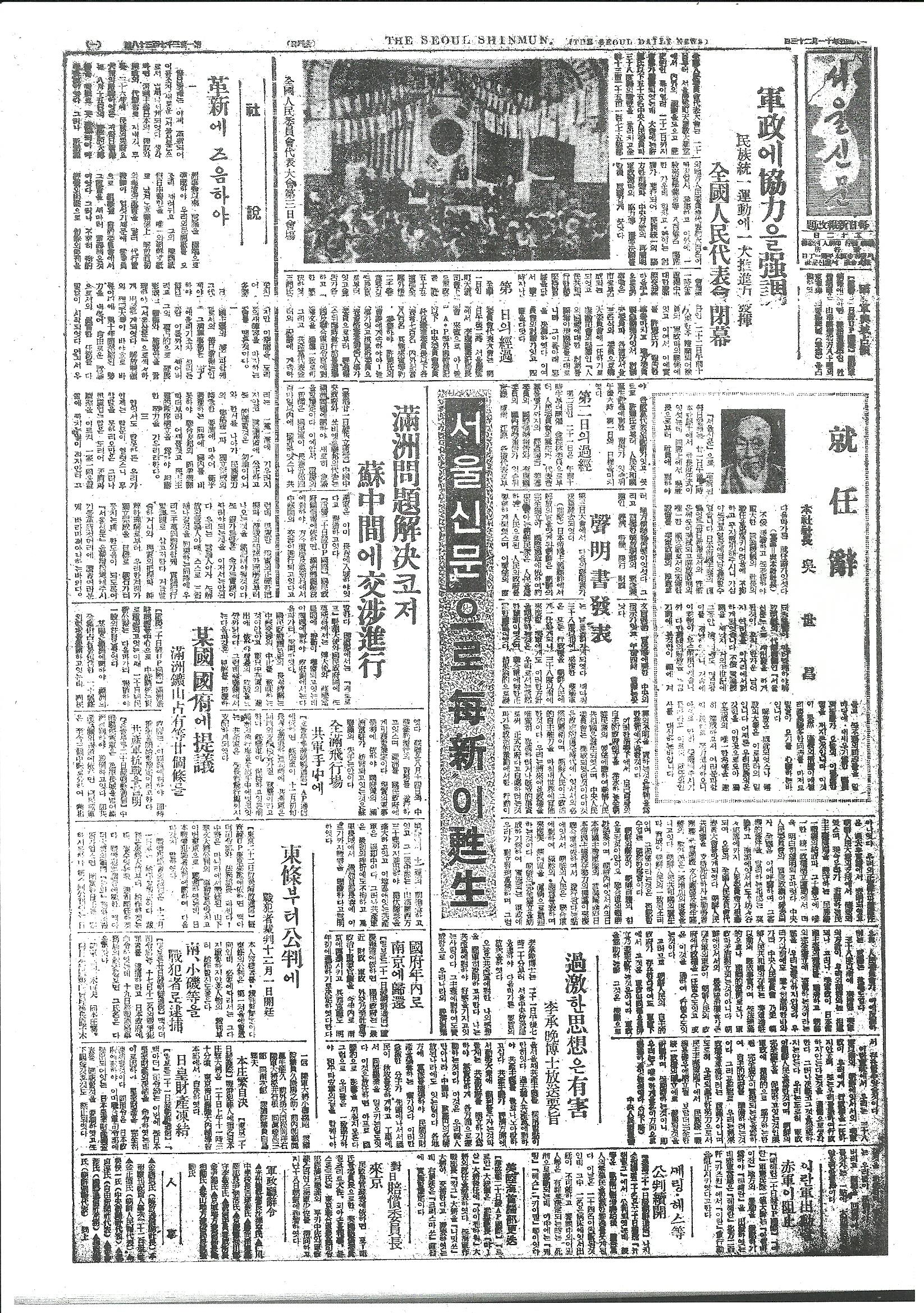
Journal coréen du 23 novembre 1945.

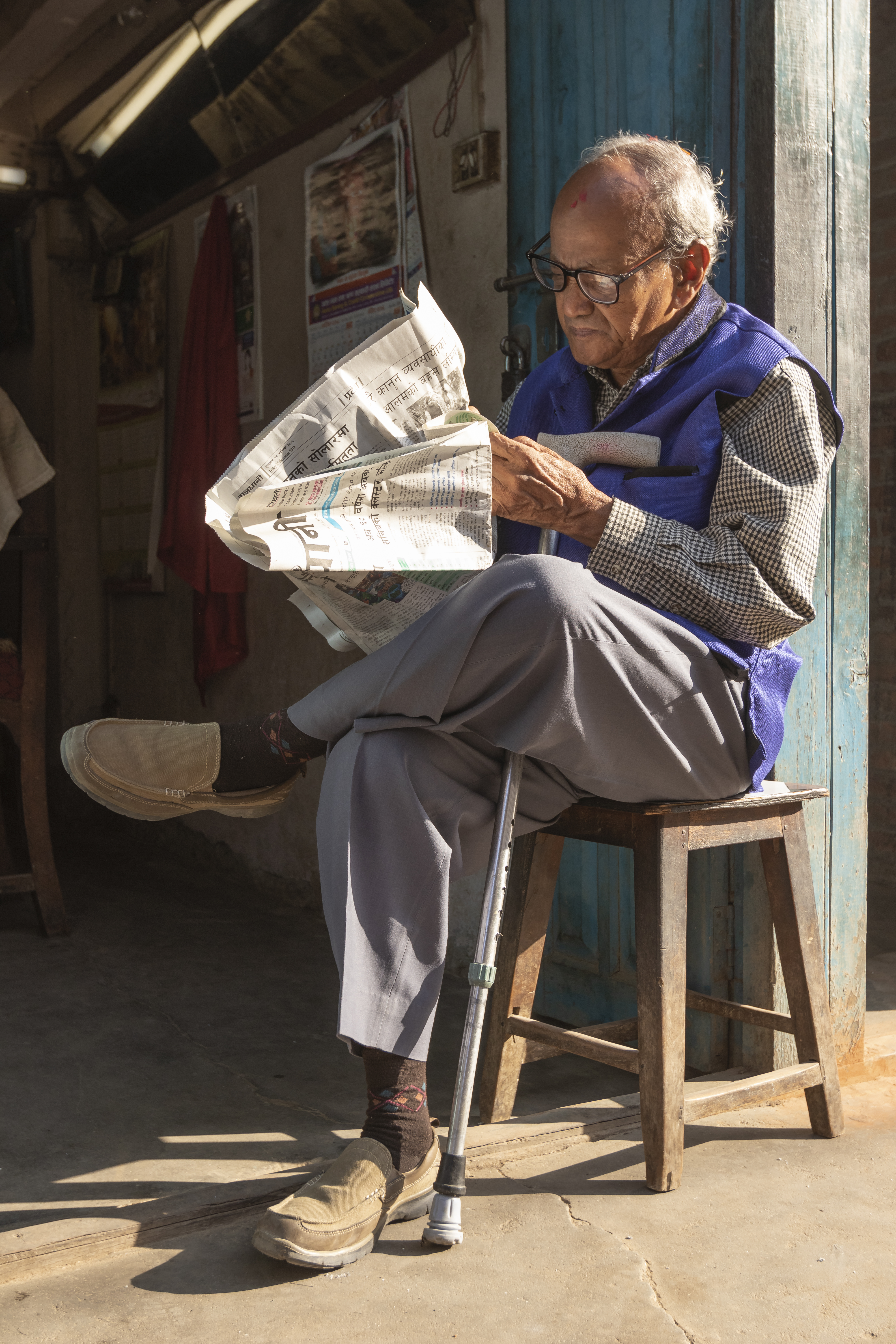
Homme lisant un journal au Népal en 2019.

Un journal est une publication périodique recensant des événements présentés sous la forme d'articles relatifs à une période donnée, généralement une journée, d'où son nom. Par métonymie, ce terme peut désigner des périodiques imprimés à des fréquences de parution différentes, ainsi que des formats audiovisuels du type journal télévisé, ou téléjournal (en Suisse romande et au Canada).
Le terme quotidien est souvent considéré comme synonyme de « journal », mais il désigne stricto sensu un journal publié chaque jour ; or, tous les journaux n'ont pas cette périodicité malgré l'étymologie du mot.

## Définition
Un journal est un support de communication périodique, imprimé ou numérique, qui publie des actualités et des informations diversifiées couvrant des sujets variés comme la politique, l'économie, la culture et les sports. Il joue un rôle crucial dans la société en informant le public, en éduquant les citoyens sur les enjeux sociaux et politiques, en surveillant les actions des institutions en tant que contre-pouvoir, et en offrant une plateforme pour le débat public grâce à la diversité des opinions exprimées. Financièrement, les journaux dépendent des ventes, des abonnements et de la publicité, mais doivent s'adapter aux défis économiques et technologiques posés par l'ère numérique. En termes éthiques, ils doivent respecter des principes de véracité, d'indépendance et de responsabilité, contribuant ainsi à une société bien informée et démocratique.[réf. nécessaire]

## Historique
Le premier journal imprimé connu, un hebdomadaire de quatre pages intitulé « Relation aller Fürnemmen und gedenckwürdigen Historien (« Communication de toutes histoires importantes et mémorables », parfois appelé Die Straßburger Relation), est lancé à Strasbourg en 1605 par Johann Carolus. Le Post och Inrikes Tidningar, ou POIT, qui se traduit par « Bulletins d'information nationale », est un journal suédois fondé en 1645 par la reine Christine de Suède et est le plus vieux journal encore existant en 2006.
« Le développement de la presse aux XVIIe et XVIIIe siècles se fait sous le joug de la censure, ce qui suscite la méfiance du public et perpétue l’attrait des feuilles manuscrites qui circulent de village en village, tout comme celui des livres précieux, plus difficiles à contrôler par le pouvoir politique et religieux. Les siècles suivants vont être ceux de la libéralisation progressive de l’offre, d’abord en Angleterre, puis en France à l’occasion de la Déclaration universelle des droits de l’Homme, qui proclame que « la libre communication des pensées et des opinions est l’un des droits les plus précieux de l’homme ; tout citoyen peut parler, écrire, imprimer librement ». La censure sera le serpent de mer de l’histoire de la diffusion de l’information et des idées, mais elle est bientôt débordée par les progrès techniques (presse cylindrique, presse rotative, linotypie…), qui feront beaucoup décroître les prix. Elle reculera aussi devant les injonctions démocratiques tout au long du XXe siècle ».
Le développement des technologies de l'information et de la communication se traduit par l'essor d'internet à la fin du XXe siècle qui entraîne une massification de la diffusion de l’information. Alors que la transmission de l'information en communication de masse était auparavant sélectionnée par les « gatekeepers » (contrôleur de l'information (en), termes de Kurt Lewin qui désigne les journalistes, universitaires, politiques qui font fonction de sélection du communicateur en théorie de l'information), ce nouveau mode de diffusion puissant, gratuit et étendu d’informations vraies ou fausses, pose la question de la « fin des journaux » et de la survie du journalisme d'information. La concurrence des journaux gratuits et du web, le morcellement des investissements publicitaires (effondrement du marché des petites annonces, Google AdSense qui se place du côté des éditeurs en ligne, ayant capté le gros des annonceurs au point de devenir « la plus grande régie publicitaire du monde »), l'augmentation des coûts de fabrication, le vieillissement du lectorat et le désintérêt croissant des jeunes générations pour l'écrit et l'information, remettent en cause le modèle économique de la presse écrite imprimée.

### France
En France, le premier journal imprimé est La Gazette, créé par Théophraste Renaudot, publiée à Paris entre le 30 mai 1631 et le 30 septembre 1915 et qui paraît toujours aujourd'hui sous le nom de Petites Affiches. Avec l'industrialisation de la presse écrite, de grands noms de journaux se sont créés, et le terme a servi à désigner à la fois le support physique de l'information (le journal en papier journal) et la société éditrice : le journal employant des journalistes et des reporters.[réf. nécessaire]
Les plus anciens quotidiens français encore publiés sont, par ordre d'âge, Le Figaro (1826), Le Progrès (1859), La Dépêche du Midi (1870), La Croix (1883), L'Est républicain (1889), L’Humanité (1904) et Les Échos (1908).
La façon même de présenter l'information de manière synthétique et thématique a été reprise par d'autres médias : la radio, puis la télévision, qui ont également repris le terme journal pour désigner l'émission dans laquelle un présentateur donne les informations du jour. Le premier journal télévisé français a été diffusé en 1949 par la RTF.

### États-Unis
Le premier journal imprimé aux États-Unis fut publié le 25 septembre 1690 et portait le titre de Publick Occurrences Both Forreign and Domestick, premier journal à paraître sur le continent nord-américain. Le second à paraître fut The Boston News-Letter vu comme étant le premier journal à paraître de façon continue dans les Treize Colonies de l'Empire britannique en Amérique du Nord. Sa première publication parut le 24 avril 1704 pour cesser en 1776.

### Canada
Le premier journal à paraître dans ce qui deviendra l'une des provinces canadiennes fut le Halifax Gazette (en) qui parut dans ce qui est aujourd'hui la capitale de la Nouvelle-Écosse et dont la première publication eut lieu le 13 mars 1752. John Bushell (en) fut celui qui imprima le premier numéro. Le Halifax Gazette est connu comme étant le troisième plus vieux journal imprimé en Amérique du Nord. Historiquement toutefois, cette partie de la Nouvelle-Écosse actuelle était à cette époque (1752) une colonie britannique (elle ne devint l'une des quatre provinces fondatrices du Canada qu'en 1867).
Le premier journal à paraître dans le Bas-Canada fut la Gazette de Québec (en anglais Quebec Gazette). Fondé en 1764 à Québec par deux journalistes et imprimeurs de Philadelphie, Thomas Gilmore et William Brown. C'est un journal bilingue connu pour être le plus vieux journal d'Amérique du Nord toujours existant, il a été publié pour la première fois le 21 juin 1764.
C'est à l’initiative d'un imprimeur marseillais, Fleury Mesplet, que l'on doit la création du premier journal de langue exclusivement française au Québec. Fondé en 1778, Gazette littéraire de Montréal, devient du même coup le premier journal à être imprimé dans cette ville,.

## Construction d'un journal d'actualités
La rédaction d'un journal français regroupe tous les journalistes qui participeront à la création de l'édition du jour. Elle est dirigée par un rédacteur en chef dont le rôle est de définir l'orientation du journal, d'arrêter l'agenda du jour, de la semaine ou du mois, c’est-à-dire de fixer le nombre et le contenu des articles qui seront publiés dans le journal ou le magazine.
Le rédacteur en chef est épaulé par un ou des adjoints, qui peuvent être responsables d'une rubrique ou d'un service (international, société, sports, culture, politique).  

### Sélection des articles
La conférence de rédaction est une réunion au cours de laquelle les journalistes se retrouvent pour évoquer ce qui « fera l'actualité ». Elle fait parfois l'objet de virulents débats et permet d'assurer la circulation de l'information au sein de la rédaction. Au cours de la conférence, les sujets et les angles du jour sont arrêtés, de même que leur format (interview, reportage, enquête, éditorial…) tout en prenant en compte la déontologie du journalisme nécessaire à la publication des informations.

### Bouclage
Dans le cadre d'un journal quotidien, les sujets sont amenés à changer en fonction de l'actualité ou de ce que les journalistes recueillent sur le terrain. Passée une certaine heure, le journal doit être bouclé (entre 20 et 23 heures pour un journal imprimé la nuit). Tous les journalistes sont donc tenus de respecter des délais (la deadline dans le jargon américain) et de rendre leur copie à heure fixe.
La version définitive des articles est envoyée aux secrétaires de rédaction. Le secrétaire de rédaction est un journaliste, au même titre qu'un rédacteur ou un reporter. Son travail est de relire et de vérifier les articles qui lui sont soumis, d'en définir la titraille (surtitre, titre, sous-titre, chapeau, intertitre), et d'adapter le texte aux impératifs de la maquette pour en assurer la meilleure présentation.
Une fois les articles corrigés et formatés, le secrétaire de rédaction, aidé d'un monteur et d'un iconographe, participe à la mise en page de l'article. Quand la page est entièrement montée et qu'elle a été validée par le rédacteur en chef et/ou le secrétaire général de rédaction (SGR), elle est transmise à l'imprimerie.

## Formats
Il existe de multiples formats :
- Grand format ou broadsheet : 575 × 410 mm

Exemples : The Washington Post, The New York Times, Frankfurter Allgemeine Zeitung, Die Welt, Süddeutsche Zeitung, Corriere della Sera, De tijd, Het Belang van Limburg, The Guardian (1821-2005), etc.
- Quotidien : 560 × 360 à 390 mm

Exemple : Le Canard enchaîné (560 × 360 mm)
- Belge : 520 × 365 mm ou Coupe 50 (500 × 370 mm)

Exemples : Le Progrès, Het Laatste Nieuws, De Morgen, etc.
- Berlinois : 470 × 320 mm

Exemples : Le Figaro, Le Monde, Les Échos, Le Soir, Le Temps, The Guardian (2005-2018), etc.
- Tabloïd : 410 × 290 mm (ou 374 × 289)

Exemples : The Times, Aujourd'hui en France / Le Parisien, La Tribune, Metro, Libération, Het Nieuwsblad, De Standaard, Gazet van Antwerpen, The Guardian (dès 2018), etc.
- Demi-tabloïd ou demi-berlinois : 290 × 210 mm

Exemples : 20 minutes.

## Quotidien
« Quotidien » redirige ici. Pour les autres significations, voir Quotidien (homonymie).

### En France
Le premier journal quotidien en français, le Journal de Paris, fut inventé par Marcel Bourdoncle et Hugues Fores. Il parut en 1777.
De nombreux quotidiens nés au XXe siècle comme Combat, La Victoire (de Pierre Dumas) à Toulouse, mais Le Matin de Paris et L'Aurore ont disparu. Des quotidiens gratuits financés par la publicité, diffusés dans la rue, le métro, l'espace public, sont apparus ces dernières années[Quand ?] (20 Minutes (15 mars 2002, Metro (2002), Direct Matin (2006), Direct Soir, MatinPlus…). 
En France, la distribution des quotidiens payants est assurée en majorité par Presstalis et le réseau des libraires, ainsi que par abonnement. On distingue quatre catégories qui sont fonction de leurs zones de diffusion.

#### Presse quotidienne nationale
- Diffusion nationale.
- Exemples de quotidiens nationaux payants : Le Figaro, Libération, Le Monde, L'Équipe, L'Humanité et La Croix.

Les problèmes économiques touchent les titres de la presse quotidienne, qui est de plus en plus contrôlée par des grands groupes (Dassault, Groupe Amaury, etc.)

#### Presse quotidienne régionale et locale
- Les quotidiens de province sont appelés quotidiens régionaux lorsqu'ils ont une diffusion régionale et quotidiens locaux lorsque cette diffusion est moins étendue.
- exemples de quotidiens de province : Var-Matin, Ouest-France, Le Parisien, La Dépêche du Midi, Le Progrès, La Voix du Nord, La Montagne, Midi libre, Sud Ouest, La Marseillaise, Dernières Nouvelles d'Alsace, L'Est républicain, Le Républicain lorrain, Le Journal de la Haute-Marne, L'Yonne républicaine.

Dans de nombreuses régions, les titres qui dominent la presse régionale sont en situation de quasi-monopole, ce qui pose le problème de la qualité et de la pluralité de l'information.

### En Suisse
- L'Express, publié à Neuchâtel depuis le 2 octobre 1738, est le plus vieux journal en Suisse[12] de langue française[13].
- Le Temps, édité à Lausanne, est le seul quotidien généraliste francophone de dimension nationale en Suisse[13].
- L'Agefi, publié à Lausanne depuis 1950, est le quotidien suisse de l'économie et de la finance de référence en langue française[13].

### Au Québec
Le Québec est constitué, pour une large part, de francophones, mais la province baigne parmi une très importante population anglophone (en 2001, 591 378 personnes avaient l'anglais pour langue maternelle). D'autre part, il se trouve environ 300 millions d'anglophones dans le reste de l'Amérique du Nord. À l'intérieur de la province, plusieurs communautés ethniques souhaitent avoir des nouvelles de leur pays d'origine. En conséquence, les journaux francophones et anglophones se côtoient sur les présentoirs, mais des journaux écrits en d'autres langues sont aussi diffusés.
Au Québec, la concentration de la presse dans les mains de quelques joueurs a favorisé l'émergence de quelques journaux à large diffusion. Cependant, les journaux à diffusion régionale n'ont pas disparu. Souvent, des articles rédigés pour un journal régional peuvent se retrouver dans un autre journal appartenant au même groupe, maximisant ainsi le retour sur investissement.
Il existe plusieurs catégories de diffusion au Québec : internationale, nationale, provinciale, régionale et locale.
- Presse quotidienne internationale
  - Essentiellement anglophones, ces journaux proviennent des États-Unis et s'appellent : The Washington Post, The New York Times et USA Today. En raison de la nature privilégiée des relations de la France et du Québec, quelques journaux français sont diffusés au Québec, notamment Le Monde.
- Presse quotidienne nationale
  - La presse anglophone domine ce marché : National Post, Toronto Star, Toronto Sun, Financial Post, etc.
- Presse quotidienne provinciale
  - La presse francophone domine ce marché : la Presse ; le Devoir, mais le quotidien anglophone The Gazette tire son épingle du jeu. [réf. nécessaire]
- Presse quotidienne régionale
  - La presse francophone domine ce marché : la Tribune de Sherbrooke, le Droit, le Soleil, le Journal de Québec et le Journal de Montréal, par exemple.
- Presse quotidienne locale
  - Bien que la presse francophone domine ce marché, des journaux destinés aux différentes ethnies sont publiés.

### En Algérie
L'Algérie compte de nombreux journaux francophones et arabophones. La majorité de la presse écrite est privée. Cette presse est également disponible sur le Net. Algérie Presse Service, l'agence de presse nationale algérienne, existe depuis le 1er décembre 1961.

### En Belgique
En Belgique, sont publiés des journaux néerlandophones, francophones et germanophones (comme L'Avenir, La Libre Belgique, Le Soir, De Standaard, De Morgen, Grenz-Echo, etc.).